# کارلو رادیس
کارلو رادیس (انگلیسی: Carlo Radice; ۱۶ دسامبر ۱۹۰۷ – تاریخ ورودی نامعتبر است) بازیکن فوتبال اهل ایتالیا بود.
از باشگاه‌هایی که در آن بازی کرده‌است می‌توان به باشگاه فوتبال مونتسا، باشگاه ورزشی لاتزیو، و باشگاه فوتبال پالرمو اشاره کرد.